# Sławomir Kohut
Sławomir Kohut (Cieszyn, 18 september 1977) is een Pools wielrenner. Hij is de broer van Seweryn Kohut, die eveneens profwielrenner is. De twee hebben het grootste gedeelte van hun carrière samen in één ploeg gereden.

## Biografie
Sławomir Kohut begon zijn profcarrière in 2001 bij Amore & Vita. Na twee jaar voor dit team te hebben gereden verkaste hij naar CCC Polsat, waar hij een etappe in de Ytong Bohemia Tour wist te winnen. In zijn tweede jaar voor CCC Polsat was hij vaker succesvol. Hij won ritten in de Wielerweek van Lombardije en de Vredeskoers. Ook wist hij de tijdrit en de eindstand van de Baltyk-Karkonosze Tour naar zijn hand te zetten. Bovendien werd hij nationaal kampioen in de tijdritdiscipline. 
In 2005 wisselde Kohut van werkgever en ging hij voor Miche rijden. In de twee jaar dat hij voor Miche reed wist hij niet meer te winnen, maar kon hij nog wel wat ereplaatsen behalen in de Ronde van Slovenië (2005), de Uniqa Classic (2005) en de Koers van de Olympische Solidariteit (2006). In december 2005 werd hij aangereden door een automobilist tijdens een trainingsrit. Hij liep ernstige verwondingen aan het hoofd op en raakte in coma.
In 2007 vertrok Kohut weer naar het team waar hij zijn wielerloopbaan was begonnen; Amore & Vita.

## Belangrijkste overwinningen
2004
- 5e etappe Baltyk-Karkonosze Tour
- Eindklassement Baltyk-Karkonosze Tour
- 6e etappe Vredeskoers
- Pools kampioen individuele tijdrit op de weg, Elite
- 4e etappe Wielerweek van Lombardije

## Resultaten in voornaamste wedstrijden
| Jaar |  | WK op de weg |
| ---- |  | ------------ |
| 2002 |  | 115e         |